# الكتاب الأبيض الألماني

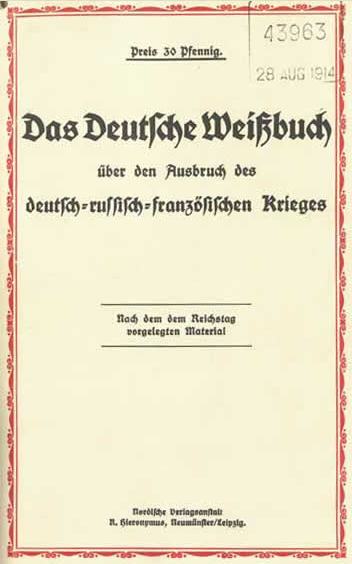
غلاف من الأرشيف الوطني (المملكة المتحدة)

كان الكتاب الأبيض الألماني (الألمانية: Das Deutsche Weißbuch) سلسلة منشورات دعائية أصدرتها الحكومة الألمانية خلال الحرب العالمية الأولى. كان العنوان الكامل لنسخة عام 1914 هو "الكتاب الأبيض الألماني حول اندلاع الحرب الألمانية الروسية الفرنسية"، ويوثق الادعاءات الألمانية بشأن أسباب الحرب.   صدرت ترجمة إنجليزية معتمدة عام 1914. احتوى الكتاب على مقتطفات من مواد دبلوماسية تهدف إلى تصوير قضية الحرب على أنها دفاعية من جانب ألمانيا. نُشر كتاب أبيض ثانٍ بعنوان "إدارة حرب الشعب البلجيكي في انتهاك للقانون الدولي"  في 10 مايو 1915 ردًا على تقرير لجنة برايس حول الفظائع الألمانية في بلجيكا، على الرغم من أنه كان قيد الإعداد قبل ثمانية أشهر. تضمن هذا الكتاب شهادات مُضللة تهدف إلى إثبات أن الأفعال الألمانية كانت نتيجة حرب عصابات بلجيكية. لم يُقنع معظم القراء الأجانب،   مع أنه وجد حياة ثانية لدى المُعدّلين بعد الحرب.
نشر المقاتلون الآخرون في الحرب كتبًا مماثلة: الكتاب الأزرق لبريطانيا،  والكتاب البرتقالي لروسيا،   والكتاب الأصفر لفرنسا. 
يتألف كتاب عام 1914 من قسمين:
- كيف خانت روسيا وحاكمها ثقة ألمانيا، مما تسبب في اندلاع الحرب الأوروبية
- كيف كان من الممكن تجنب الصراع الألماني الفرنسي

وملحق يتضمن المراسلات بين الأمير ليكنوفسكي والسير إدوارد غراي.
في تقرير للجنة التحقيق البرلمانية بشأن مسألة ذنب ألمانيا في إشعال الحرب العالمية الأولى، قام هيرمان كانتوروفيتش بفحص الكتاب الأبيض وأفاد بأن حوالي 75 بالمائة من الوثائق المقدمة فيه مزورة، بهدف إنكار مسؤولية ألمانيا عن اندلاع الحرب العالمية الأولى. 

## الأعمال المذكورة
- Kantorowicz, Hermann; Geiss, Imanuel (1967). Gutachten zur Kriegsschuldfrage 1914 [Report on the War guilt question 1914] (بالألمانية). Frankfurt: Europäische Verlagsanstalt. OCLC:654661194. Archived from the original on 2024-10-09. Retrieved 2020-10-04.
- Kempe, Hans (2008). Der Vertrag von Versailles und seine Folgen: Propagandakrieg gegen Deutschland [The Treaty of Versailles and its Consequences: Propaganda War against Germany]. Vaterländischen Schriften (بالألمانية). Mannheim: Reinhard Welz Vermittler Verlag e.K. Vol. 7 Kriegschuldlüge 1919 [War Guilt Lies 1919]. ISBN:978-3-938622-16-2. Archived from the original on 2023-05-27. Retrieved 2020-10-04.

## قراءة إضافية
- Beer، Max (1915). "Das Regenbogen-Buch": deutsches Wiessbuch, österreichisch-ungarisches Rotbuch, englisches Blaubuch, französisches Gelbbuch, russisches Orangebuch, serbisches Blaubuch und belgisches Graubuch, die europäischen Kriegsverhandlungen [The Rainbow Book: German White Book, Austrian-Hungarian Red Book, English Blue Book, French Yellow Book, Russian Orange Book, Serbian Blue Book and Belgian Grey Book, the European war negotiations]. Bern: F. Wyss. ص. 16–. OCLC:9427935. مؤرشف من الأصل في 2023-04-05. اطلع عليه بتاريخ 2020-10-04.
- France. Ministère des affaires étrangères؛ Commission de publication des documents relatifs aux origines de la guerre de 1914 (1936). Documents diplomatiques français (1871-1914) [French diplomatic documents] (ط. 3e Série, (1911-1914)). Imprimerie Nationale. ج. Tome X, (17 mars-23 juillet 1914). OCLC:769058353. مؤرشف من الأصل في 2023-05-28.{{استشهاد بكتاب}}:  صيانة الاستشهاد: أسماء عددية: قائمة المؤلفين (link)
- France. Ministère des affaires étrangères؛ Commission de publication des documents relatifs aux origines de la guerre de 1914 (1936). Documents diplomatiques français (1871-1914) [French diplomatic documents] (ط. 3e Série, (1911-1914)). Imprimerie Nationale. ج. Tome XI, (24 juillet-4 août 1914). OCLC:769062659. مؤرشف من الأصل في 2023-04-05.{{استشهاد بكتاب}}:  صيانة الاستشهاد: أسماء عددية: قائمة المؤلفين (link)
- Germany. Auswärtiges Amt (1914). The German White-book: Authorized Translation. Documents Relating to the Outbreak of the War, with Supplements. Liebheit & Thiesen. OCLC:1158533. مؤرشف من الأصل في 2023-04-05. اطلع عليه بتاريخ 2020-10-04.
- Hartwig, Matthias (12 May 2014). "Colour books". In Bernhardt, Rudolf; Bindschedler, Rudolf; Max Planck Institute for Comparative Public Law and International Law (eds.). International Relations and Legal Cooperation in General Diplomacy and Consular Relations: Published under the Auspices of the Max Planck Institute for Comparative Public Law ... Encyclopedia of Public International Law (بالإنجليزية). Amsterdam: North-Holland. Vol. 9 International Relations and Legal Cooperation in General Diplomacy and Consular Relations. pp. 26–. ISBN:978-1-4832-5699-3. OCLC:769268852. Archived from the original on 2023-07-09. Retrieved 2020-10-05. {{استشهاد بموسوعة}}: الوسيط |تاريخ الوصول= and |تاريخ-الوصول= تكرر أكثر من مرة (help)
- Horne, John, and Alan Kramer. German atrocities, 1914: a history of denial (Yale University Press, 2001).
- Huebsch, B.W. The German Army in Belgium: The White Book of May 1915 (1921).
- Schmitt، Bernadotte E. (1 أبريل 1937). "France and the Outbreak of the World War". Foreign Affairs. مجلس العلاقات الخارجية. ج. 26 ع. 3. مؤرشف من الأصل في 2018-11-25. اطلع عليه بتاريخ 2020-10-05.

## روابط خارجية
- الترجمة الرسمية باللغة الإنجليزية